# Бордерленди
Бордерле́нди (англ. border — межа, land — ділянка земної поверхні) — роздроблені ділянки підводної окраїни материків, рельєф яких виник завдяки інтенсивним тектонічним процесам, з чіткими обрисами низки горстів та грабенів.
Бордерленди спостерігаються у тих місцях підводної окраїни материка, де вона роздроблена тектонічними порушеннями настільки, що неможливо розрізнити її шельф, а материковий схил і материкове підніжжя має дуже розчленований рельєф. Зокрема, поблизу берегів Каліфорнії перехід від материка до океану виглядає як широка смуга дна, де виликі височини з плоскими вершинами і стрімкими схилами чергуються із западинами таких самих розмірів і обрисів.